# Piattaforma dell'Europa orientale
La piattaforma dell'Europa orientale o piattaforma russa è una vasta e piatta area ricoperta di sedimenti, localizzata nell'Europa orientale e che si estende dai Monti Urali alla zona di Tornquist, e dalla depressione caspica al Mare di Barents.
Nel corso delle ere geologiche, la piattaforma è stata sottoposta a periodi di tettonica distensiva, inversione tettonica e compressione. 
La piattaforma si estende su un'area di circa 6 milioni di km2.

## Classificazione
I sedimenti della piattaforma dell'Europa orientale possono essere suddivisi nei seguenti quattro gruppi:
- una protopiattaforma di sedimenti metamorfizzati, sul fondo
- una quasipiattaforma di sedimenti leggermente deformati
- una catapiattaforma
- una ortopiattaforma al di sopra.

I sedimenti jotniani del Mesoproterozoico che si trovano nell'area geologica del Mar Baltico sono un esempio di quasipiattaforma.
La più antica copertura continua di sedimenti della piattaforma risale a circa 650 milioni di anni fa e data al periodo Vendiano dell'Ediacariano. I cicli di deposizione dei sedimenti della piattaforma sono collegati ai processi orogenetici circostanti relativi all'orogenesi timanide, all'orogenesi uraliana, all'orogenesi ercinica e all'orogenesi caledoniana.
La piattaforma ospita numerosi antichi rift e aulacogeni, alcuni dei quali datano allo stadio Rifeano del Proterozoico. Nel tardo Devoniano ci furoni fenomeni di rifting e attività magmatica che portarono alla formazione del Rift Dnieper-Donets. Questo evento fu probabilmente causato da un grappolo di mantle plume.